# Tenuiaspis minuta
Tenuiaspis minuta är en insektsart som först beskrevs av Green 1896.  Tenuiaspis minuta ingår i släktet Tenuiaspis och familjen pansarsköldlöss. Inga underarter finns listade i Catalogue of Life.